# Alegría Fonseca
Alegría Fonseca (Sotaquirá, Boyacá) es una ambientalista y legisladora colombiana. Participó activamente en la Ley 23 de 1973, la cual dio paso a la creación del Código Nacional de Recursos Naturales Renovables y de Protección al Medio Ambiente, el primero de su tipo en el continente. Reconocida con el Premio Nacional Ambiental, otorgado por el Ministerio de Ambiente y Desarrollo Sostenible en 1998.

## Trayectoria
Abogada y filósofa de formación por la Universidad Nacional de Colombia.
Fue concejal de Bogotá por el Partido Liberal. Su trabajo se enfocó en los debates en la defensa de ecosistemas y en propuestas de proyectos de ley sobre el medio ambiente. Sus primeros debates ambientales fueron para salvaguardar el parque nacional Tayrona de ser intervenido para la construcción de un complejo hotelero y el Vía parque Isla de Salamanca, donde se quería construir un área industrial, causando daños irreparables en la reserva natural.
Fonseca creó la Fundación Alma en 1985, como organización sin ánimo de lucro con el fin de mejorar las condiciones ambientales en ciudades y zonas rurales, además de la calidad de vida de la gente.
Autora del libro Boyacá compleja (2020) junto con el ingeniero Julio Carrizosa Umaña.

## Reconocimientos
- (1991) Premio mundial Global 500, otorgado por la Organización de las Naciones Unidas en Estocolmo, Suecia.[2]
- (1988) Premio Nacional Ambiental, otorgado por el Ministerio del Medio Ambiente.[2]